# Karabin FN Model 30-11
Model 30-11 – belgijski karabin wyborowy produkowany przez firmę Fabrique Nationale.
Karabin FN Model 30-11 był produkowany w latach 1976–1986. Obecnie (2005 r.) nadal znajduje się na uzbrojeniu armii i policji belgijskiej.

## Opis
FN Model 30-11 jest bronią powtarzalną, z zamkiem czterotaktowym. Zasilanie ze stałego magazynka pięcionabojowego (lub wymiennego magazynka 10 nab.). Ciężka lufa samonośna zakończona tłumikiem płomieni. Model 30-11 jest wyposażony łoże i kolbę drewniane, z integralnym chwytem pistoletowym. Kolba ma regulowaną długość (podkładkami montowanymi pomiędzy kolbą a trzewikiem kolby) i wysokość. W przedniej części łoża można zamocować dwójnóg (identyczny jak w FN MAG). Model 30-11 jest wyposażony w celownik optyczny (standardowo 4 × 28 FN). Dodatkowo posiada mechaniczne przyrządy celownicze.